# Omar Effendi

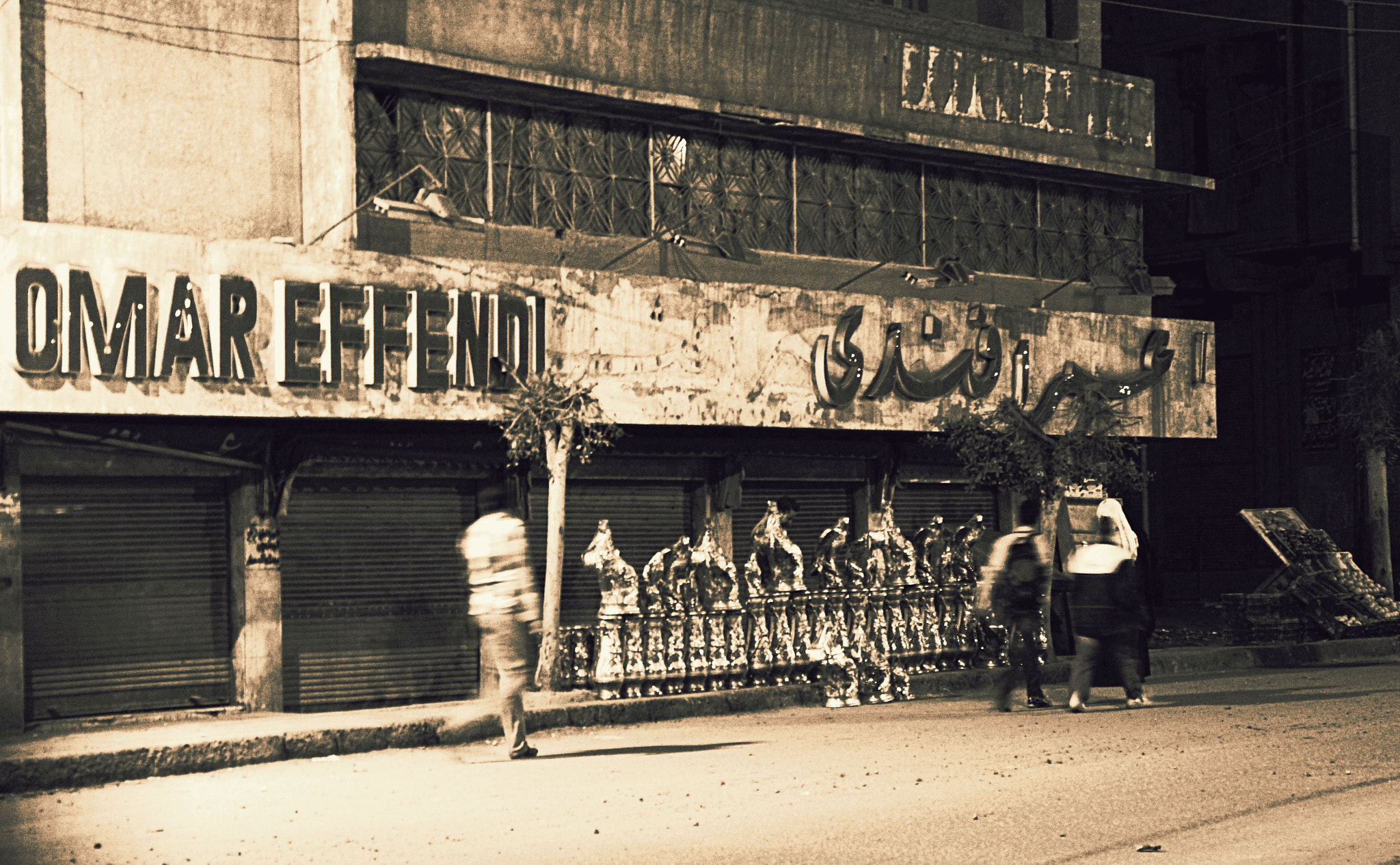

Omar Effendi est la plus ancienne et la plus connue chaîne de magasins d’Égypte.

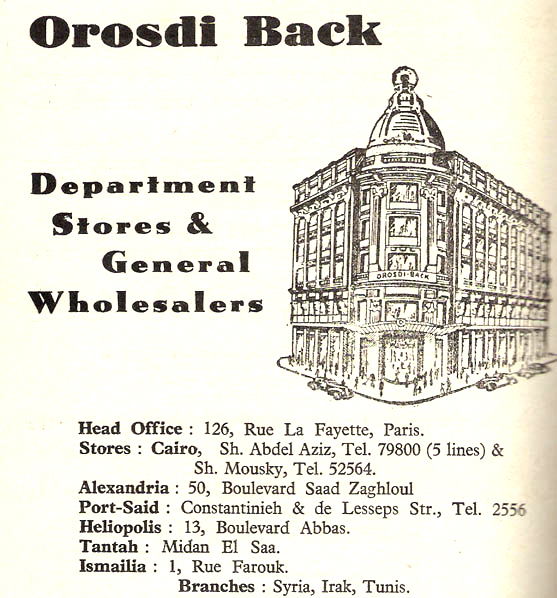
Filiales des magasins Orosdi-Back.

Le grand magasin Orosdi-Back est fondé en 1856 au Caire par deux juifs autrichiens, Léon Orosdi et Hermann Back. Le magasin séduit la clientèle européenne, essentiellement britannique et française, et les classes aisées égyptiennes. Il crée des filiales, dont un grand magasin à Alexandrie,.
Le magasin principal du groupe est construit en 1907-1909 par l'architecte français Raoul Brandon dans le centre-ville du Caire, à l'angle des rues Abdel Aziz et Roushdy Basha. Il reprend les codes architecturaux des grands magasins français avec notamment un grand hall, un escalier majestueux et une grande marquise.

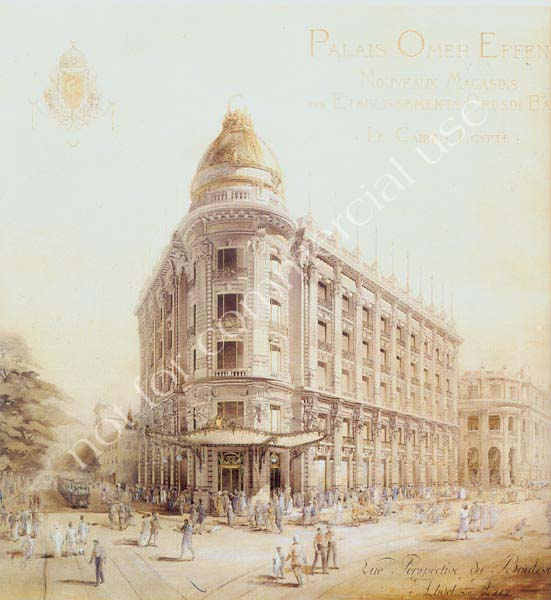
Palais Omer Effendi, Le Caire.

Dans les années 1920, la société prend son nom actuel et son vaisseau amiral cairote celui de Palais Omar Effendi.
Omar Effendi est nationalisée en 1957-1961,, dans le cadre de la socialisation de l’économie égyptienne après la révolution de 1952.
Avec l’enrichissement de la bourgeoisie lors du mouvement de libéralisation économique des années 1990-2000, la chaîne de magasins est délaissée par sa clientèle, et devient de moins en moins attractive. 
En 2006, le réseau est vendu à la société saoudienne Anwal, pour 589 millions de livres égyptiennes, sous la responsabilité du premier ministre Ahmad Nazif et de l’industriel Ahmad Ezz, dans des conditions et à un prix qui paraissent douteux (l’entreprise était estimée à 900 millions de livres). 

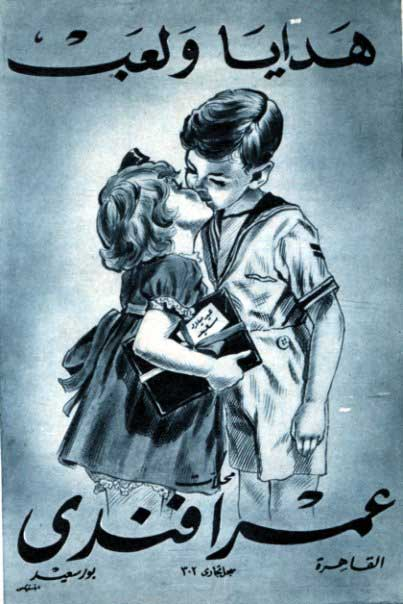
Ancienne réclame Omar Effendi.

En 2011, après la révolution égyptienne, la Cour administrative du Caire annule la vente, sur une plainte déposée par le président du Centre égyptien pour les droits économiques et sociaux, Khaled Ali.
Pour faciliter la reprise d’activité après la révolution, les salariés abandonnent un mois de salaire.
Actuellement, Omar Effendi est un réseau de 82 magasins, alimentés par 15 dépôts.

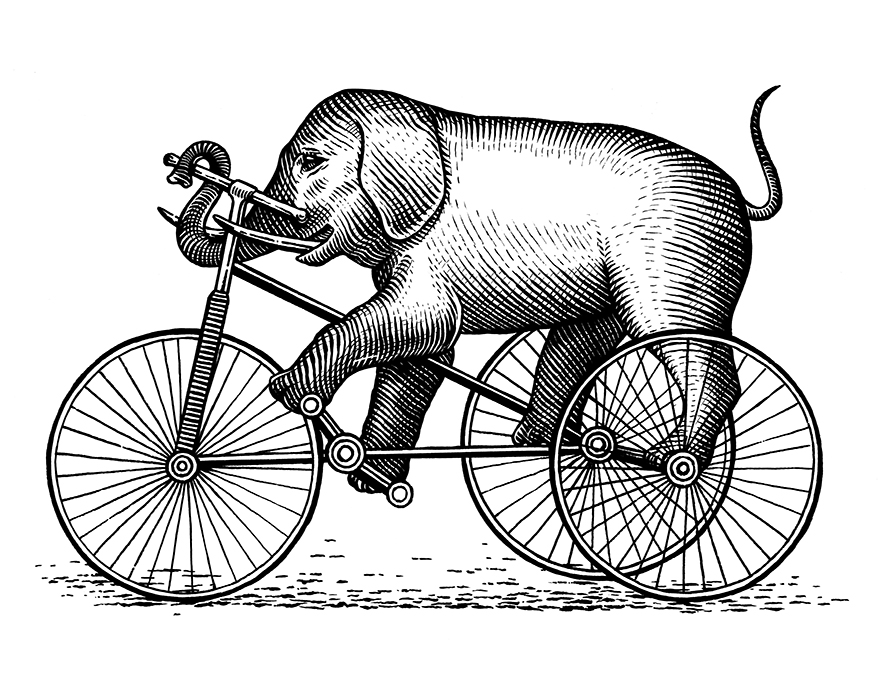
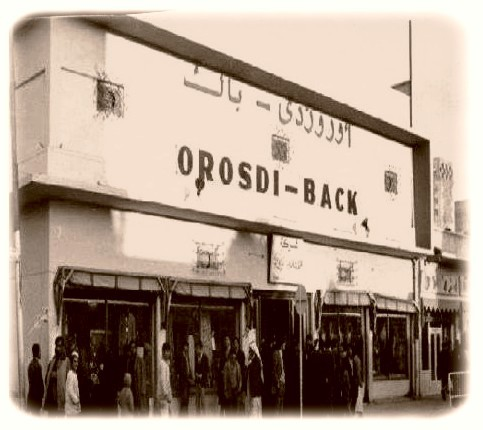
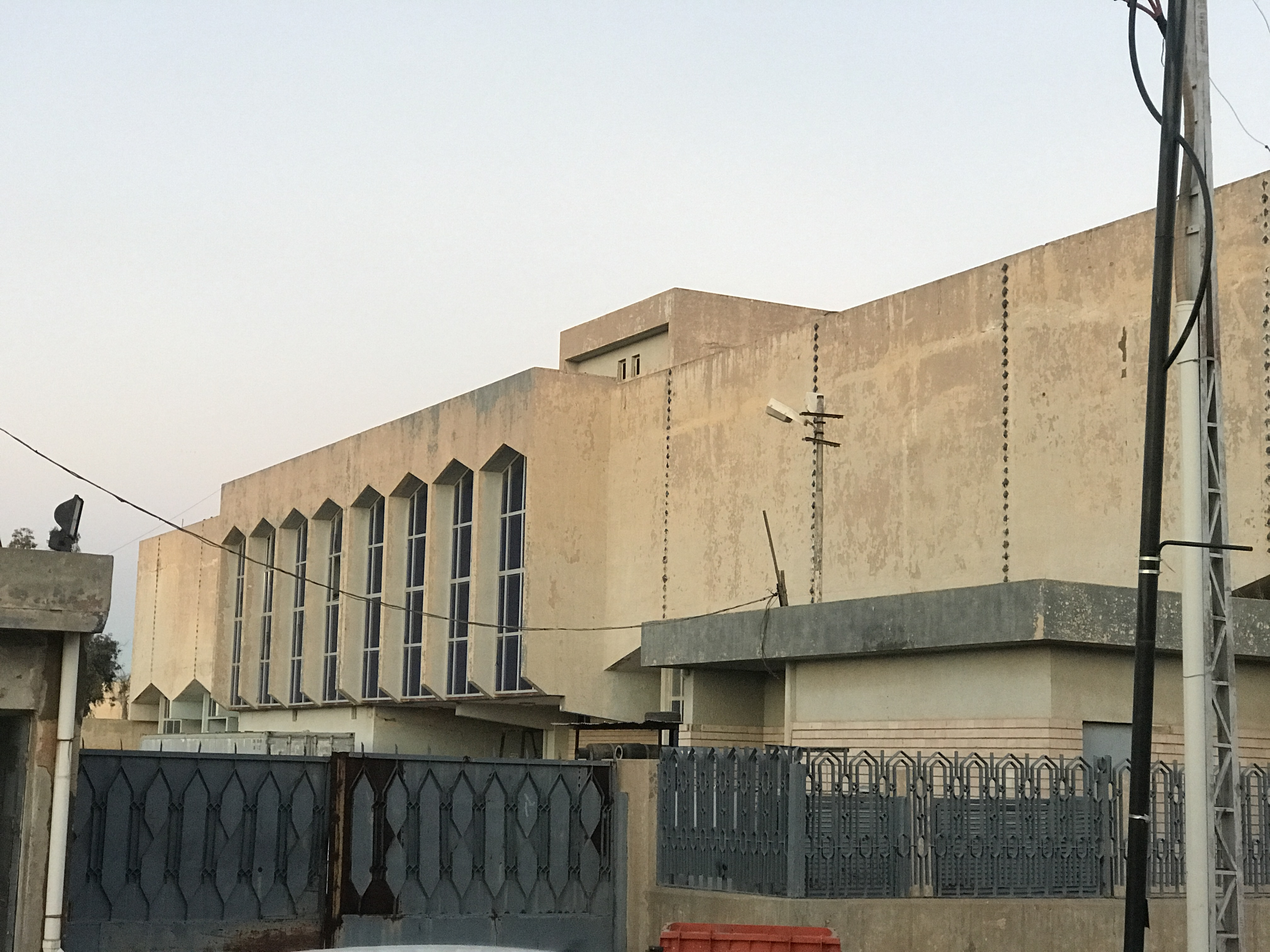
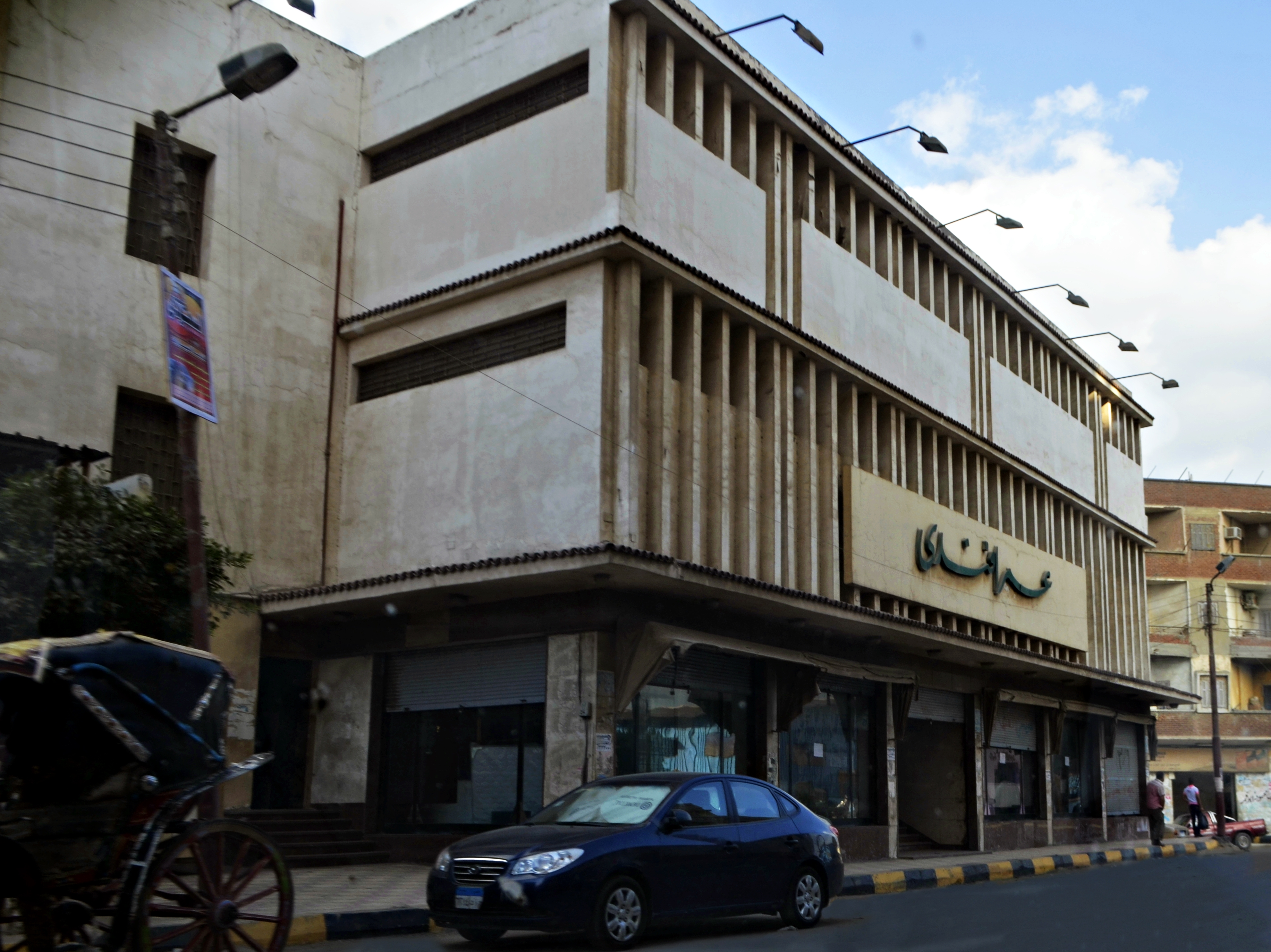

## Liens
- Histoire des Juifs en Egypte